# Silec (See)
Der Silec [ˈɕilɛt͡s] (deutsch Schülzer See) ist ein See in der polnischen Wojewodschaft Ermland-Masuren nördlich des Dorfes Silec (Schülzen). Er hat eine Fläche von 119,6 Hektar bei einer maximalen Tiefe von 14 Metern. Der See wird von Süden nach Nordwesten vom Fluss Liwna (Liebe) durchflossen, der westlich des Sees entspringt.
Entstanden ist der See als Folge der letzten Kaltzeit.